# Rok Perko
Rok Perko (Kranj, 10 giugno 1985) è un ex sciatore alpino sloveno.

## Biografia

### Stagioni 2001-2008
Dopo le prime gare e affermazioni a livello di gare FIS (la prima disputata nel gennaio del 2001, all'età di quindici anni), Perko, nato a Kranj ma originario di Tržič e specialista delle prove veloci, ha esordito in Coppa Europa il 17 dicembre 2003 a Ponte di Legno/Tonale (22º in discesa libera) e in Coppa del Mondo il 27 novembre 2004 nella discesa libera di Lake Louise (63º). Ha ottenuto i primi risultati di rilievo ai Mondiali juniores nel 2005 a Bardonecchia, dove ha conquistato la medaglia d'oro nella discesa libera e quella d'argento nel supergigante. I primi punti in Coppa del Mondo sono giunti il 3 febbraio 2006 dalla supercombinata di Chamonix, quando è arrivato 29º.
Nel 2007 ha partecipato ai Mondiali di Åre, sua prima presenza iridata, senza però concludere alcuna prova (prese il via nella discesa libera, nel supergigante e nella supercombinata); il 17 marzo successivo ha invece colto il suo primo podio in Coppa Europa, nella discesa libera di Santa Caterina Valfurva (2º). Nel 2007-2008 si è aggiudicato la classifica di discesa libera di Coppa Europa, con l'11º posto in quella generale; la sua prima vittoria nel circuito continentale è stata quella del 1º febbraio di quell'anno, nella discesa libera di Chamonix.

### Stagioni 2009-2018
Ha partecipato ai Mondiali di Val-d'Isère 2009 (22° nella discesa libera, non ha concluso supergigante e supercombinata) e ai XXI Giochi olimpici invernali di Vancouver 2010, sua unica presenza olimpica, classificandosi 14º nella discesa libera; l'11 marzo 2010 ha colto la sua ultima vittoria, nonché ultimo podio, in Coppa Europa, nel supergigante disputato a Tarvisio. Ai Mondiali di Garmisch-Partenkirchen 2011 è stato 19° nella discesa libera; l'anno dopo, il 15 dicembre 2012, ha ottenuto il suo unico podio in Coppa del Mondo classificandosi 2º nella discesa libera della Val Gardena sulla Saslong, mentre ai Mondiali di Schladming 2013 è stato 35° nel supergigante.
Ai Mondiali di Sankt Moritz 2017, suo congedo iridato, si è classificato 38º nella discesa libera. Si è ritirato nel corso della stagione 2017-2018; la sua ultima gara in carriera è stata la discesa libera di Coppa del Mondo disputata a Wengen il 13 gennaio, dove si è piazzato 48º, anche se in seguito ha ancora preso parte alla prova della discesa libera di Kitzbühel del 18 gennaio, chiusa da Perko al 40º posto.

## Palmarès

### Mondiali juniores
- 2 medaglie:
  - 1 oro (discesa libera a Bardonecchia 2005)
  - 1 argento (supergigante a Bardonecchia 2005)

### Coppa del Mondo
- Miglior piazzamento in classifica generale: 54º nel 2013
- 1 podio:
  - 1 secondo posto

### Coppa Europa
- Miglior piazzamento in classifica generale: 11º nel 2008
- Vincitore della classifica di discesa libera nel 2008
- 5 podi:
  - 2 vittorie
  - 2 secondi posti
  - 1 terzi posti

#### Coppa Europa - vittorie
| Data            | Località | Paese   | Specialità |
| --------------- | -------- | ------- | ---------- |
| 2 febbraio 2008 | Chamonix | Francia | DH         |
| 11 marzo 2010   | Tarvisio | Italia  | SG         |

Legenda:

DH = discesa libera

SG = supergigante

### South American Cup
- Miglior piazzamento in classifica generale: 15º nel 2011
- 4 podi:
  - 1 vittoria
  - 3 terzi posti

#### South American Cup - vittorie
| Data           | Località     | Paese | Specialità |
| -------------- | ------------ | ----- | ---------- |
| 27 agosto 2010 | Valle Nevado | Cile  | SG         |

Legenda:

SG = supergigante

### Campionati sloveni
- 18 medaglie[1]:
  - 10 ori (supergigante nel 2004; discesa libera nel 2006; discesa libera, supergigante, combinata[2] nel 2007; supergigante nel 2008; discesa libera, supergigante, slalom gigante nel 2009; supergigante nel 2013)
  - 3 argenti (supergigante nel 2005; supergigante nel 2006; supergigante nel 2011)
  - 5 bronzi (discesa libera nel 2004; slalom gigante nel 2007; discesa libera nel 2008; discesa libera nel 2016; supergigante nel 2017)